# タイム誌の表紙を飾った人物の一覧 (1920年代)
タイム誌の表紙を飾った人物の一覧 (1920年代)（タイムしのひょうしをかざったじんぶつのいちらん 1920ねんだい）は、1920年代に『タイム』誌の表紙を飾った人物の一覧である。『タイム』誌の創刊は1923年である。同誌がアメリカ合衆国を代表するニュース雑誌としての地位を確立するにつれ、その表紙に登場することは、その人物の特筆性、名声、あるいは、悪名の証しであると考えられるようになっていった。表紙に登場した人物については、特集記事が組まれるのが例となっていた。
| タイム誌の表紙を飾った人物の一覧                                                                   |
| -------------------------------------------------------------------------------------------------- |
| 1920年代-1930年代-1940年代 1950年代-1960年代-1970年代-1980年代-1990年代 2000年代-2010年代-2020年代 |

## 1923年

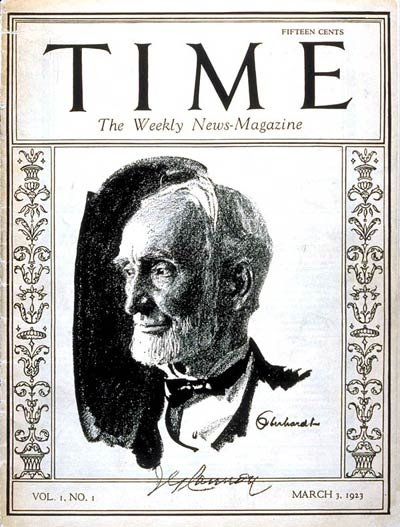
1923年3月3日付の創刊号の表紙を飾ったジョゼフ・G・キャノン。

- 3月3日 –  ジョゼフ・G・キャノン (Joseph G. Cannon)
- 3月10日 –  ウォレン・G・ハーディング (Warren G. Harding)
- 3月17日 –  フーゴー・シュティンネス (Hugo Stinnes)
- 3月24日 –  ムスタファ・ケマル・アタテュルク (Mustafa Kemal Atatürk)
- 3月31日 –  スティーヴン・サンフォード (Stephen Sanford)
- 4月7日 –   ジョゼフ・コンラッド (Joseph Conrad)
- 4月14日 –  ウィンストン・チャーチル (Winston Churchill)
- 4月21日 –  サミュエル・M・ヴォークレイン (Samuel M. Vauclain)
- 4月28日 –  フアード1世 (エジプト王) (Fuad I of Egypt)
- 5月5日 –  ジェームズ・M・ベック (James M. Beck)
- 5月12日 –  ジョン・バートン・ペイン (John Barton Payne)
- 5月19日 –  ルネ・ヴィヴィアニ (René Viviani)
- 5月28日 –  フランクリン・ルーズベルト (Franklin D. Roosevelt)
- 6月4日 –  ジョン・L・ルイス (John L. Lewis)
- 6月11日 –  ハーバート・L・プラット (Herbert L. Pratt)
- 6月18日 –  バートン・K・ウィーラー (Burton K. Wheeler)
- 6月25日 –  エドワード・M・ハウス (Edward M. House)
- 7月2日 –  アンドリュー・メロン (Andrew Mellon)
- 7月9日 –  メイソン・パトリック (Mason M. Patrick)
- 7月16日 –  ジェームズ・カズンズ (James Couzens)
- 7月23日 –  ロイ・アサ・ヘインズ (Roy Asa Haynes)
- 7月30日 –  エレオノーラ・ドゥーゼ (Eleanora Duse)
- 8月6日 –  ベニート・ムッソリーニ (Benito Mussolini)
- 8月13日 –  サミュエル・ジョージ・ブライス (Samuel George Blythe)
- 8月20日 –  F・E・スミス (初代バーケンヘッド伯爵) (F. E. Smith, 1st Earl of Birkenhead)
- 8月27日 –  フレデリック・G・バンティング (Frederick G. Banting)
- 9月3日 –  デビッド・ロイド・ジョージ (David Lloyd George)
- 9月10日 –  ジャック・デンプシー (Jack Dempsey)
- 9月17日 –  イズレイル・ザングウィル (Israel Zangwill)
- 9月24日 –  J・P・モルガン・ジュニア (J. P. Morgan, Jr.)
- 10月1日 –   サミュエル・ゴンパーズ (Samuel Gompers)
- 10月8日 –  H・H・アスキス (H. H. Asquith)
- 10月15日 –  フランク・O・ローデン (Frank O. Lowden)
- 10月22日 –  ジョン・W・ウィークス (John W. Weeks)
- 10月29日 –  ロイ・チャップマン・アンドリュース (Roy Chapman Andrews)
- 11月5日 –  ジュリオ・ガッティ・カザッツァ (Giulio Gatti-Casazza)
- 11月12日 –  ウッドロウ・ウィルソン (Woodrow Wilson)
- 11月19日 –  エーリヒ・ルーデンドルフ (Erich Ludendorff)
- 11月26日 –  ヒュー・S・ギブソン (Hugh S. Gibson)
- 12月3日 –  ロバート・M・ラフォレット・シニア (Robert M. La Follette, Sr.)
- 12月10日 –  アルバート・ベアード・カミンズ (Albert Baird Cummins)
- 12月17日 –  アントン・ラング (Anton Lang)
- 12月24日 –  ジョージ・バーナード・ショー (George Bernard Shaw)
- 12月31日 –  アントニー・H・G・フォッカー (Anthony H. G. Fokker)

## 1924年

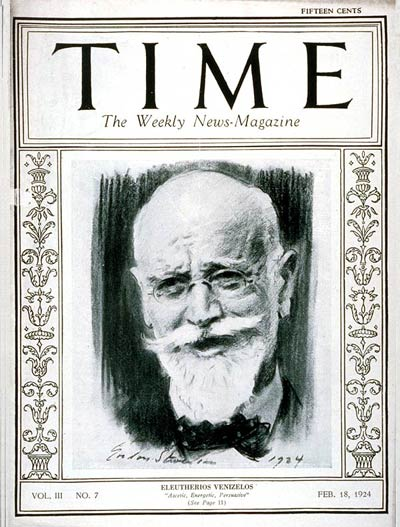
1924年2月18日付の表紙を飾ったエレフテリオス・ヴェニゼロス。

- 1月7日 –  ウィリアム・G・マカドゥー (William G. McAdoo)
- 1月14日 –  ウィリアム・ローレンス監督（ビショップ） (Bishop William Lawrence)
- 1月21日 –  ヘンリー・カボット・ロッジ (Henry Cabot Lodge)
- 1月28日 –  ハーバート・B・スウォープ (Herbert B. Swope)
- 2月4日 –  エドワード・エバール (Edward Eberle)
- 2月11日 –  ジョン・ヘシン・クラーク (John Hessin Clarke)
- 2月18日 –  エレフテリオス・ヴェニゼロス (Eleutherios Venizelos)
- 2月25日 –  バーナード・M・バルーク (Bernard M. Baruch)
- 3月3日 –  レジナルド・マッケナ (Reginald McKenna)
- 3月10日 –  ウォーレン・スタンフォード・ストーン (Warren Stanford Stone[1])
- 3月17日 –  ユージン・オニール (Eugene O'Neill)
- 3月24日 –  レイモン・ポアンカレ (Raymond Poincaré)
- 3月31日 –  ジョージ・イーストマン (George Eastman)
- 4月7日 –  ジョージ5世 (イギリス王) (King George V)
- 4月14日 –  ジョージ・フィッシャー・ベイカー (George Fisher Baker)
- 4月21日 –  ルー・ヘンリー・フーヴァー (Lou Henry Hoover)
- 4月28日 –  ジェラシオ・カエターニ (Gelasio Caetani)
- 5月5日 –  ウィリアム・E・ボーラ (William E. Borah)
- 5月12日 –  ホーマー・サン＝ゴーダン (Homer Saint-Gaudens)
- 5月19日 –  ヘンリー・セイデル・キャンビー (Henry Seidel Canby)
- 5月26日 –  サー・ジェームズ・クレイグ (Sir James Craig)
- 6月2日 –  アルフレート・フォン・ティルピッツ (Alfred von Tirpitz)
- 6月9日 –  カーター・グラス (Carter Glass)
- 6月16日 –   ピウス11世 (ローマ教皇) (Pius XI)
- 6月23日 –  ハイラム・W・エヴァンズ (Hiram W. Evans)
- 6月30日 –  ウィリアム・ハワード・タフト (William Howard Taft)
- 7月7日 –  ジェームズ・スティルマン・ロックフェラー (James Stillman Rockefeller)
- 7月14日 –  アレクセイ・ルイコフ (Alexey Rykov)
- 7月21日 –  ガストン・ドゥメルグ (Gaston Doumergue)
- 7月28日 –  ウィリアム・スプロール (William Sproule)
- 8月4日 –   マリア (ルーマニア王妃) (Queen Marie)
- 8月11日 –  ジョン・J・パーシング (John J. Pershing)
- 8月18日 –  ラムゼイ・マクドナルド (Ramsay MacDonald)
- 8月25日 –  エディス・カミングス (Edith Cummings)
- 9月1日 –  アドルフ・S・オックス (Adolph S. Ochs)
- 9月8日 –  呉佩孚 (Wu Pei-fu)
- 9月15日 –  シーモア・パーカー・ギルバート (Seymour Parker Gilbert)
- 9月22日 –   レオ・H・ベークランド (Leo H. Baekeland)
- 9月29日 –  ハイラム・ジョンソン (Hiram Johnson)
- 10月6日 –  ウィリアム・アレン・ホワイト (William Allen White)
- 10月13日 –  グレン・H・カーチス (Glenn H. Curtiss)
- 10月20日 –  サー・パトリック・ヘイスティングス (Sir Patrick Hastings)
- 10月27日 –  ジークムント・フロイト (Sigmund Freud)
- 11月3日 –  サー・トーマス・リプトン (Sir Thomas Lipton)
- 11月10日 –  エセル・バリモア (Ethel Barrymore)
- 11月17日 –  フレデリック・ハンチントン・ジレット (Frederick Huntington Gillett)
- 11月24日 –  ウィリアム・R・インゲ (William R. Inge)
- 12月1日 –  チャウンシー・M・ドピュー (Chauncey M. Depew)
- 12月8日 –  プルタルコ・カリェス (Plutarco Calles)
- 12月15日 –  ドワイト・F・デービス (Dwight F. Davis)
- 12月22日 – アルフォンソ13世 (スペイン王) (King Alfonso XIII)
- 12月29日 –  チャールズ・エヴァンズ・ヒューズ (Charles Evans Hughes)

## 1925年

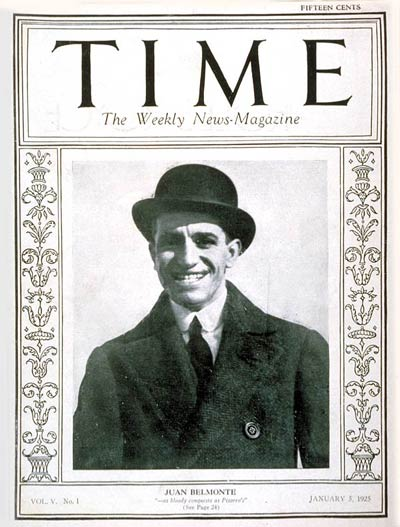
1925年1月5日付の表紙を飾ったフアン・ベルモンテ。

- 1月5日 – フアン・ベルモンテ (Juan Belmonte)
- 1月12日 –  ヨーク公アルバート（後のジョージ6世） (Albert, Duke of York)
- 1月19日 –  ジョン・D・ロックフェラー・ジュニア (John D. Rockefeller, Jr.)
- 1月26日 –  チャールズ・B・ウォーレン (Charles B. Warren)
- 2月2日 –   フリッツ・クライスラー (Fritz Kreisler)
- 2月9日 –  ウィリアム・マッケンジー・キング (William Mackenzie King)
- 2月16日 –  ハリー・S・ニュー (Harry S. New)
- 2月23日 –  オーウェン・D・ヤング (Owen D. Young)
- 3月2日 –  エイミー・ローウェル (Amy Lowell)
- 3月9日 –  ニコラス・ロングワース (Nicholas Longworth)
- 3月16日 –  フェルディナン・フォッシュ元帥 (Marshal Ferdinand Foch)
- 3月23日 –  エドヴァルド・ベネシュ (Eduard Benes)
- 3月30日 –  ジョージ・ハロルド・シスラー (George Harold Sisler)
- 4月6日 –  ジョン・リングリング (John Ringling)
- 4月13日 –  アーサー・バルフォア (Arthur Balfour)
- 4月20日 –  ウォルター・P・クライスラー (Walter P. Chrysler)
- 4月27日 –  J・B・M・ヘルツォーク (James B. Hertzog)
- 5月4日 –  トーマス・J・ウォルシュ (Thomas J. Walsh)
- 5月11日 –  ウィンストン・チャーチル (Winston Churchill)
- 5月18日 –  レフ・トロツキー (Leon Trotsky)
- 5月25日 –  トーマス・A・エジソン (Thomas A. Edison)
- 6月1日 –  リチャード・スワン・ルル (Richard Swann Lull)
- 6月8日 –  ミゲル・プリモ・デ・リベラ (Miguel Primo de Rivera)
- 6月15日 –  ヴィットーリオ・エマヌエーレ3世 (Victor Emmanuel III of Italy)
- 6月22日 –  チャールズ・ホレス・メイヨー (Charles Horace Mayo)
- 6月29日 –  セオドア・E・バートン (Theodore E. Burton)
- 7月6日 –  チャーリー・チャップリン (Charlie Chaplin)
- 7月13日 –  アルフレッド・E・スミス (Alfred E. Smith)
- 7月20日 –  ジョージ・ガーシュウィン (George Gershwin)
- 7月27日 –  ヘンリー・フォード (Henry Ford)
- 8月3日 –  リンカーン・C・アンドリュース (Lincoln C. Andrews)
- 8月10日 –  スタンリー・ボールドウィン (Stanley Baldwin)
- 8月17日 –  アブド・エル・クリム (Abd el-Krim)
- 8月24日 –  F・トゥルビー・デイヴィソン (F. Trubee Davison)
- 8月31日 –  ボビー・ジョーンズ (Bobby Jones)
- 9月7日 –  ジョゼフ・カヨ (Joseph Caillaux)
- 9月14日 –  ザカリー・ランズダウン (Zachary Lansdowne)
- 9月21日 –  ハリー・エマーソン・フォスディック (Harry Emerson Fosdick)
- 9月28日 –  フランク・B・ケロッグ (Frank B. Kellogg)
- 10月5日 –  レッド・グレンジ (Red Grange)
- 10月12日 –  ドワイト・W・モロー (Dwight W. Morrow)
- 10月19日 –  ルイス・D・ブランダイス (Louis D. Brandeis)
- 10月26日 –  ウィリアム・S・シムズ提督 (Admiral William S. Sims)
- 11月2日 –  オットー・H・カーン (Otto H. Kahn)
- 11月9日 –  ポール・パンルヴェ (Paul Painlevé) とアリスティード・ブリアン (Aristide Briand)
- 11月16日 –  ハーバート・フーヴァー (Herbert Hoover)
- 11月23日 –  ギフォード・ピンショー (Gifford Pinchot)
- 11月30日 –  オースティン・チェンバレン (Austen Chamberlain)
- 12月7日 –   ホセ・R・カパブランカ (José R. Capablanca)
- 12月14日 –  チャールズ・G・ドーズ (Charles G. Dawes)
- 12月21日 –  ブース・ターキントン (Booth Tarkington)
- 12月28日 –  ジェームズ・ウォルコット・ジュニア (James Wadsworth, Jr.)

## 1926年

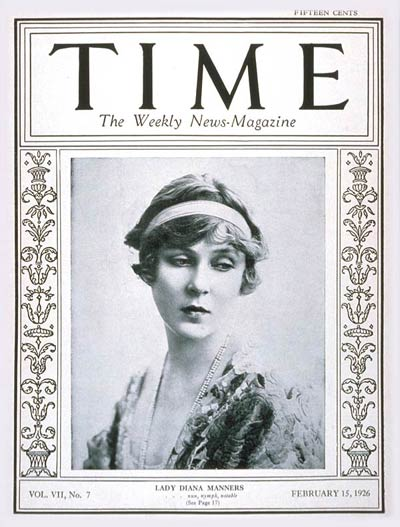
1926年2月15日付の表紙を飾ったレディ・ダイアナ・クーパー。

- 1月4日 –  ジョルジュ・クレマンソー (Georges Clemenceau)
- 1月11日 –  ジミー・ウォーカー (Jimmy Walker)
- 1月18日 –  アーサー・キャッパー (Arthur Capper)
- 1月25日 –  アルトゥーロ・トスカニーニ (Arturo Toscanini)
- 2月1日 –  アンリ・ベレンジェール (Henry Bérenger)
- 2月8日 –  アルフレッド・スターンズ (Alfred Stearns)
- 2月15日 –  レディ・ダイアナ・マナーズ (Lady Diana Manners)
- 2月22日 –  エレン・ブラウニング・スクリップス (Ellen Browning Scripps)
- 3月1日 –  マリオン・N・タリー (Marion N. Talley)
- 3月8日 –  ロバート・トッド・リンカーン (Robert Todd Lincoln)
- 3月15日 –  オリバー・ウェンデル・ホームズ・ジュニア (Oliver Wendell Holmes, Jr.)
- 3月22日 –  パウル・フォン・ヒンデンブルク (Paul von Hindenburg)
- 3月29日 –  アンドリュー・J・ヴォルステッド (Andrew J. Volstead)
- 4月5日 –  アランソン・B・ホートン (Alanson B. Houghton)
- 4月12日 –  アーウィン卿（後の初代ハリファックス伯爵エドワード・ウッド） (Lord Irwin)
- 4月19日 –  レオナード・ウッド (Leonard Wood)
- 4月26日 – ラケル・メラー (Raquel Meller)
- 5月3日 –  ホーコン7世 (King Haakon VII)
- 5月10日 –  ジョン・ヘイズ・ハモンド (John Hays Hammond)
- 5月17日 –  フィリップ・A・S・フランクリン (Philip A.S. Franklin)
- 5月24日 –  アルバート・C・リッチー (Albert C. Ritchie)
- 5月31日 –  マンデレイン枢機卿 (Cardinal Mundelein)
- 6月7日 –  ユゼフ・ピウスツキ (Józef Piłsudski)
- 6月14日 –  キャリー・チャップマン・キャット (Carrie Chapman Catt)
- 6月21日 –  A・ローレンス・ローウェル (A. Lawrence Lowell)
- 6月28日 –  カイザー・ヴィルヘルム（退位・亡命後のドイツ皇帝ヴィルヘルム2世） (Kaiser Wilhelm)
- 7月5日 –  エルバート・ヘンリー・ゲイリー (Elbert Henry Gary)
- 7月12日 –  ベニート・ムッソリーニ (Benito Mussolini)
- 7月10日 –  ウィル・ロジャース (Will Rogers)
- 7月26日 –  ヘレン・ウィルス (Helen Wills)
- 8月2日 –  ガストン・ドゥメルグ (Gaston Doumergue)
- 8月9日 –  ジョージ・E・ブレナン (George E. Brennan)
- 8月16日 –  アーサー・ブリスベン (Arthur Brisbane)
- 8月23日 –  ルネ・フォンク (René Fonck)
- 8月30日 –  ジーン・タニー (Gene Tunney)
- 9月6日 –  ピエトロ・マスカーニ (Pietro Mascagni)
- 9月13日 –  ウィル・H・ヘイズ (Will H. Hays)
- 9月20日 –  H・G・ウェルズ (H. G. Wells)
- 9月27日 –  ラドヤード・キップリング (Rudyard Kipling)
- 10月4日 –  ウィリアム・H・"ビッグ・ビル"・エドワーズ (William H. "Big Bill" Edwards)

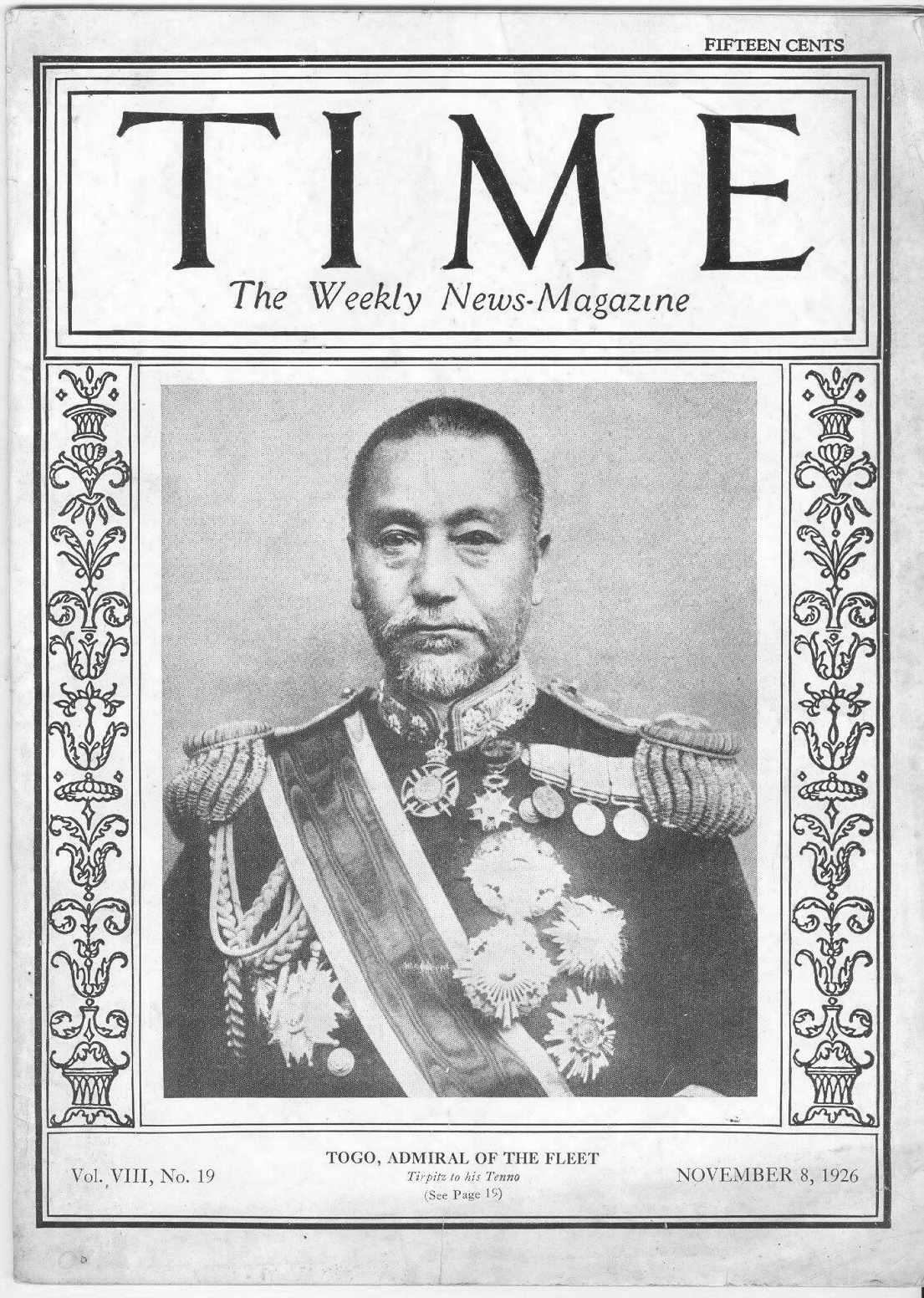
日本人では初めて、1926年11月8日付の表紙を飾った東郷平八郎。

- 10月11日 –  オグデン・L・ミルズ (Ogden L. Mills)
- 10月18日 –  エリフ・ルート (Elihu Root)
- 10月25日 –  ジョージ・B・ハーヴェイ (George B. Harvey)
- 11月1日 –  ジュリオ・ガッティ・カザッツァ (Giulio Gatti-Casazza)
- 11月8日 –  東郷平八郎 (Heihachiro Togo)
- 11月15日 –  ヘンリー・スローン・コフィン (Henry Sloane Coffin)
- 11月22日 –  チャールズ・M・シュワブ (Charles M. Schwab)
- 11月29日 –   サミュエル・インスル  (Samuel Insull)
- 12月6日 –  グリエルモ・マルコーニ (Guglielmo Marconi)
- 12月13日 –  ラルフ・A・クラム (Ralph A. Cram)
- 12月20日 –  チャールズ・カーティス (Charles Curtis)
- 12月27日 –  アルフレッド・P・スローン (Alfred P. Sloan, Jr.)

## 1927年

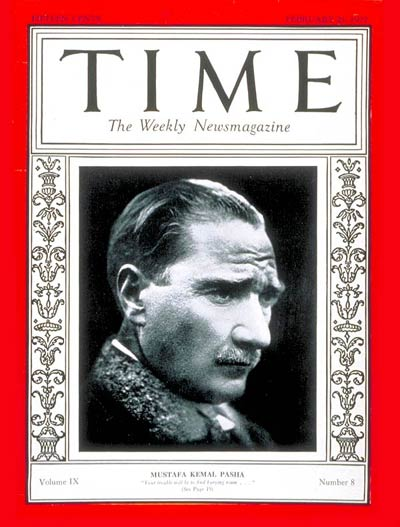
1927年2月21日付の表紙を飾ったムスタファ・ケマル・アタテュルク。

- 1月3日 –  レオポルド・C・アメリー (Leopold C. Amery)
- 1月10日 –   ジェームズ・J・デイヴィス (James J. Davis)
- 1月17日 –  チャールズ・タウンゼンド・コープランド (Charles Copeland)
- 1月24日 –  リヒャルト・シュトラウス (Richard Strauss)
- 1月31日 –  ピエール・S・デュポン (Pierre S. du Pont)
- 2月7日 –  アリス・ルーズベルト・ロングワース (Alice Roosevelt Longworth)
- 2月14日 –  モーティマー・L・シフ (Mortimer L. Schiff)
- 2月21日 –  ムスタファ・ケマル・アタテュルク (Mustafa Kemal Atatürk)
- 2月28日 –  レイ・ライマン・ウィルバー (Ray Lyman Wilbur)
- 3月7日 –  ジェームズ・A・リード (James A. Reed)
- 3月14日 –  シンクレア・ルイス (Sinclair Lewis)
- 3月21日 –  ポール・クローデル (Paul Claudel)
- 3月28日 –  チャールズ・ダナ・ギブソン (Charles Dana Gibson)
- 4月4日 –  蔣介石 (Chiang Kai-shek)
- 4月11日 –  コーネリアス・マギリカディ (Cornelius McGillicuddy)
- 4月18日 –  ネリー・メルバ (Nellie Melba)
- 4月25日 –  ロバート・アンドリューズ・ミリカン (Robert Andrews Millikan)
- 5月2日 –  マイケル・アーレン (Michael Arlen)
- 5月9日 –  チャールズ・フレデリック・ヒューズ (Charles Frederick Hughes)
- 5月16日 –  ジュリアス・クレイン (Julius Klein)
- 5月25日 –  アンドレ・タルデュー (André Tardieu)
- 5月30日 –  ジョージ5世 (イギリス王) (George V) と  メアリー王妃 (Queen Mary)
- 6月6日 –  ジェームズ・A・ファレル (James A. Farrell)
- 6月13日 –  ジョン・ジョセフ・ケネディ (John Joseph Kennedy) ：ニューヨーク・セントラル鉄道の主任車掌 (senior conductor)
- 6月20日 –  スメドレー・バトラー (Smedley Butler)
- 6月27日 –  ニコラス・マレイ・バトラー (Nicholas Murray Butler と ジョン・マグロー (John McGraw)
- 7月4日 –   ジュセッペ・マリオ・ベランカ (Giuseppe Mario Bellanca)
- 7月11日 –  イオン・I・C・ブラティアヌ (Ion I. C. Brătianu)
- 7月18日 –  ヒュー・S・ギブソン (Hugh S. Gibson)
- 7月25日 –  ウォレス・ファリントン (Wallace Farrington)
- 8月1日 –  ミハイ1世 (ルーマニア王) (Michael of Romania)
- 8月8日 –  エドワード王子（後のエドワード8世） (Prince Edward)、 ヘンリー王子 (Prince Henry) と ジョージ王子 (Albert, Duke of York)
- 8月15日 –  ウィリアム・ランドルフ・ハースト (William Randolph Hearst)
- 8月22日 –   マックス・ラインハルト (Max Reinhardt)
- 8月29日 –  チャールズ・ヘンリー・ブレント (Charles Henry Brent)
- 9月5日 –  デヴァルー・ミルバーン (Devereux Milburn)
- 9月12日 –  E・フィリプス・オッペンハイム (E. Phillips Oppenheim)
- 9月19日 –  ロジャー・ウルフ・カーン (Roger Wolfe Kahn)
- 9月26日 –  ハワード・ポール・サヴェージ (Howard Paul Savage)
- 10月3日 –  グラハム・マクナミー (Graham McNamee)
- 10月10日 –  ウィリアム・M・バトラー (William M. Butler)
- 10月17日 –  ニキータ・バリエフ (Nikita Balieff)
- 10月24日 –  フリーマン監督（ビショップ） (Bishop Freeman)
- 10月31日 –  アルフレッド・ヘルツ (Alfred Hertz)
- 11月7日 –   クヌート・ロックニー (Knute Rockne)
- 11月14日 –  ニュートン・D・ベイカー (Newton D. Baker)
- 11月21日 –  レフ・トロツキー (Leon Trotsky)
- 11月28日 –  フランク・オーレン・ローデン (Frank Orren Lowden)
- 12月5日 –  ジェラルディン・ファーラー (Geraldine Farrar)
- 12月12日 –  ロバート・M・ラフォレット・ジュニア (Robert M. La Follette, Jr.)
- 12月19日 –  アリスティード・ブリアン (Aristide Briand)
- 12月26日 –  スタンリー・ボールドウィン (Stanley Baldwin)

## 1928年

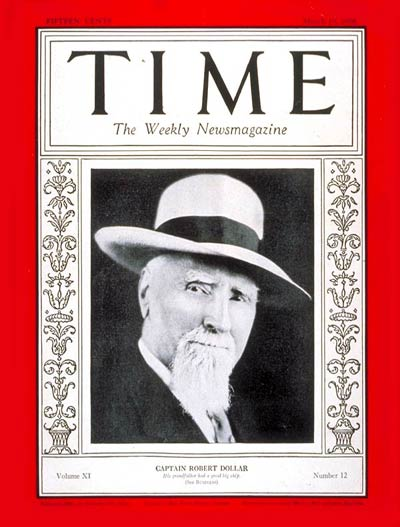
1928年3月19日付の表紙を飾ったロバート・ダラー。

- 1月2日 –  チャールズ・リンドバーグ (Charles Lindbergh)
- 1月9日 –  トマス・キャンベル (Thomas Campbell)
- 1月16日 –  カルビン・クーリッジ (Calvin Coolidge)
- 1月23日 –  イグナツィ・ヤン・パデレフスキ (Ignacy Jan Paderewski)
- 1月30日 –  マイロン・T・ヘリック (Myron T. Herrick)
- 2月6日 –  ヴィンセント・アスター (Vincent Astor)
- 2月13日 –  ユージン・オニール (Eugene O'Neill)
- 2月20日 –  チャールズ・フレデリック・ヒューズ (Charles Frederick Hughes)
- 2月27日 – バセット・ハウンドの子犬 (Baby Basset Hound)：人物以外が表紙を飾った最初の例
- 3月5日 –  トマーシュ・ガリッグ・マサリク (Tomáš Garrigue Masaryk)
- 3月12日 –  バーナード・バルーク (en:Bernard Baruch)
- 3月19日 –   ロバート・ダラー (Robert Dollar)
- 3月26日 –  ハーバート・フーヴァー (Herbert Hoover)
- 4月2日 –   アマデーオ・ジャンニーニ (Amadeo Giannini)
- 4月9日 –  ハリー・F・シンクレア (Harry F. Sinclair)
- 4月16日 –  ジョージ・イーストマン (George Eastman)
- 4月23日 –  ルース・ハンナ・マコーミック (Ruth Hanna McCormick)
- 4月30日 –  アルフレッド・E・スミス (Alfred E. Smith)
- 5月7日 –  ロバート・マコーミック (Robert McCormick と  ジョゼフ・メディル・パターソン (Joseph Medill Patterson)
- 5月14日 –  フローレンツ・ジーグフェルド (Florenz Ziegfeld)
- 5月21日 –  ジョン・D・ロックフェラー (John D. Rockefeller)
- 5月28日 –  アンドリュー・W・メロン (Andrew W. Mellon)
- 6月4日 –  ジョン・デューイ (John Dewey)
- 6月11日 –  チャールズ・G・ドーズ (Charles G. Dawes)
- 6月18日 –  チャールズ・カーティス (Charles Curtis)
- 6月25日 –  ジョゼフ・テイラー・ロビンソン (Joseph Taylor Robinson)
- 7月2日 –  馮玉祥 (Feng Yuxiang)
- 7月9日 –  ロジャース・ホーンスビー (Rogers Hornsby)
- 7月16日 –   ジュリアン・ビング (Julian Byng)
- 7月23日 – アルフォンソ13世 (スペイン王) (King Alfonso XIII)
- 7月30日 –  メルヴィン・アルヴァ・テイラー (Melvin A. Traylor)
- 8月6日 –  アルベール1世 (ベルギー王) (Albert I)
- 8月13日 –  ジャン＝フィリップ・ウォルト (Jean Philippe Worth)
- 8月20日 –  リチャード・イヴリン・バード (Richard Evelyn Byrd)
- 8月27日 –  フランク・R・ケント (Frank R. Kent)

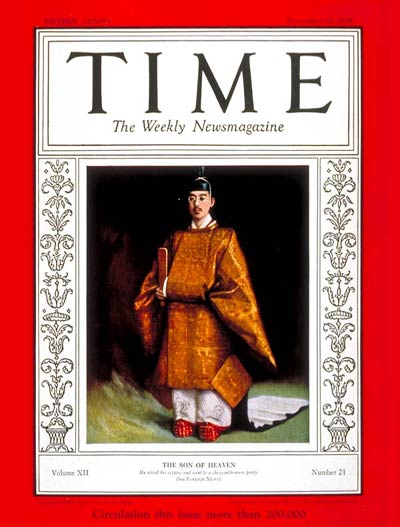
1928年11月19日付の表紙を飾った裕仁（昭和天皇）。この時が初登場であった。

- 9月3日 –   ジェド・ハリス (Jed Harris)
- 9月10日 –  オーガスタス・ジョン (Augustus John)
- 9月17日 –  グレイス・クーリッジ (Grace Coolidge)
- 9月24日 –  ジェイムズ・ウィリアム・グッド (James William Good)
- 10月1日 –  アレクサンダー・ミークルジョン (Alexander Meiklejohn)
- 10月8日 –  ウィリアム・ハワード・タフト (William Howard Taft)
- 10月15日 –  ハリー・F・バード (Harry F. Byrd)
- 10月22日 –  フィリップ・ラフォレット (Philip La Follette)
- 10月29日 –  メルチェット卿 (Lord Melchett)
- 11月5日 –  アメリカ人 (The American people)
- 11月12日 –   マリア・イェリッツァ (Maria Jeritza)
- 11月19日 –  裕仁天皇（昭和天皇） (Emperor Hirohito)
- 11月26日 –  ミハイル・カリーニン (Michael Kalinin)
- 12月3日 –  オーヴィル・ライト (Orville Wright)
- 12月10日 –   アーサー・W・カトン (Arthur W. Cutten)
- 12月17日 –  アンデスの贖い主キリスト (Christ the Redeemer of the Andes)：銅像＝人物、動物以外の最初の例
- 12月24日 –  ウィリアム・ヘンリー・オコンネル (William Henry O'Connell)
- 12月31日 –  ヘンリー・フェアフィールド・オズボーン (Henry Fairfield Osborn)

## 1929年

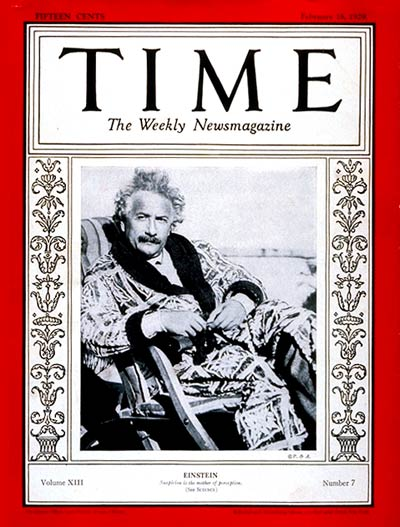
1929年2月18日付の表紙を飾ったアルベルト・アインシュタイン。

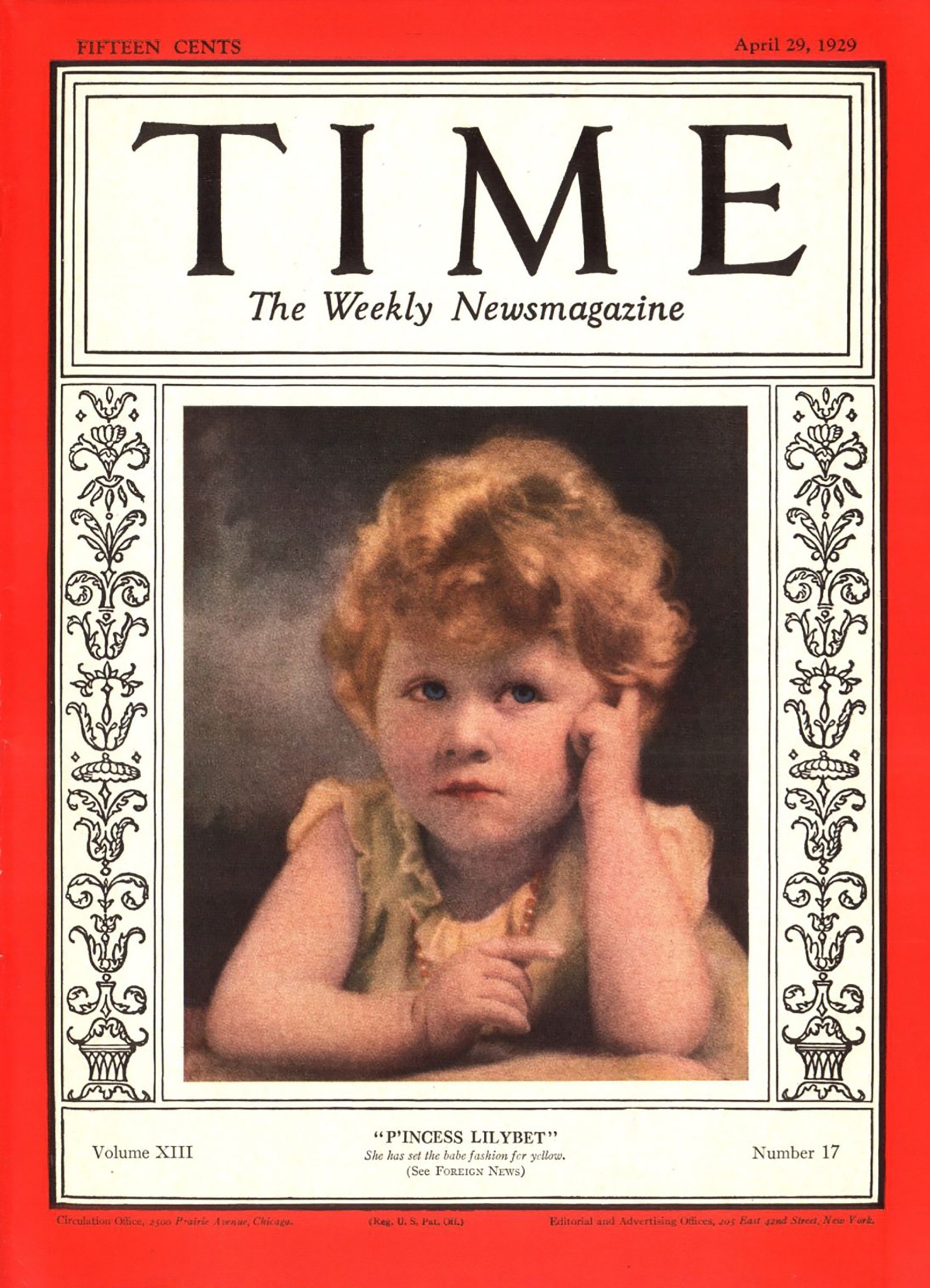
1929年4月29日付の表紙を飾ったエリザベス王女（後のエリザベス2世）。

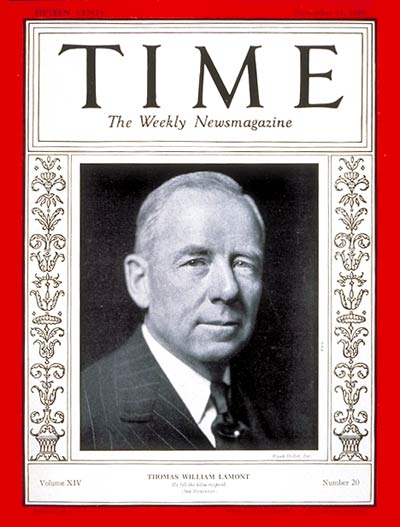
1929年11月11日付の表紙を飾ったトーマス・W・ラモント。

- 1月7日 –  ウォルター・クライスラー (Walter Chrysler)
- 1月14日 –  アドルフ・ズーカー (Adolph Zukor)
- 1月21日 –  ジェームズ・シンプソン (James Simpson)
- 1月28日 –  アフラニオ・ド・アマラウ (Afranio do Amaral)
- 2月4日 –  クラレンス・C・リトル (Clarence C. Little)
- 2月11日 –  アレクサンダル1世 (ユーゴスラビア王) (King Alexander)
- 2月18日 –   アルベルト・アインシュタイン (Albert Einstein)
- 2月25日 –  J・P・モルガン (J. P. Morgan)
- 3月4日 –  ウォルター・ハムデン (Walter Hampden)
- 3月11日 –  ヘンリー・L・スティムソン (Henry L. Stimson)
- 3月18日 –  ビリー・バートン (Billy Barton)：サラブレッド、種としてではなく個体として表紙を飾った動物の最初
- 3月25日 –  オーラヴ皇太子（後のノルウェー王オーラヴ5世） (Crown Prince Olaf とマッタ皇太子妃 (Crown Princess Märtha)
- 4月1日 –  エドワード王子（後のエドワード8世） (Prince Edward)
- 4月8日 –  リード・スムート (Reed Smoot)
- 4月15日 –  エドガー・ウォーレス (Edgar Wallace)
- 4月22日 –  マイロン・C・テイラー (Myron C. Taylor)
- 4月29日 –  エリザベス王女（後のエリザベス2世） (Princess Elizabeth)
- 5月6日 –  ハーラン・F・ストーン (Harlan F. Stone)
- 5月13日 –  ルー・ヘンリー・フーヴァー (Lou Henry Hoover)
- 5月20日 –  ジミー・ウォーカー (Jimmy Walker)
- 5月27日 –  エドワード・ディーン・アダムス (Edward Dean Adams)
- 6月3日 –  フランシス・スコット・マクブライド (Francis Scott McBride)
- 6月10日 –  産油州の知事たち (Nine Oil-State Governors)
- 6月17日 –  リヴィングストン・ファーランド (Livingston Farrand)
- 6月24日 –  マックス・シュメリング (Max Schmeling)
- 7月1日 –  ヘレン・ウィルス・ムーディ (Helen Wills Moody)
- 7月8日 –  ローレンス・M・ジャッド (Lawrence M. Judd)
- 7月15日 –   デイヴィッド・サーノフ (David Sarnoff)
- 7月22日 –  アルヴァン・マコーリー (Alvan Macauley)
- 7月29日 –  ジミー・フォックス (Jimmie Foxx)
- 8月5日 –  アーサー・M・ハイド (Arthur M. Hyde)
- 8月12日 –  ポール・ シャウプ (Paul Shoup)
- 8月19日 –  モンタギュー・C・ノーマン (Montagu C. Norman)
- 8月26日 –  メイベル・ウォーカー・ウィルブラント (Mabel Walker Willebrandt)
- 9月2日 –  ジェイムズ・ウィリアム・グッド (James William Good)
- 9月9日 –  グラハム・ベスーン・グロスヴナー (Graham Bethune Grosvenor)
- 9月16日 –  フーゴー・エッケナー (Hugo Eckener)
- 9月23日 –  クリス・K・ケイグル (Christian K. Cagle)
- 9月30日 –  アイナ・クレア (Ina Claire)
- 10月7日 –  ラムゼイ・マクドナルド (Ramsay MacDonald)
- 10月14日 –  ウィリアム・リグレー・ジュニア (William Wrigley, Jr.)
- 10月21日 –  ハリー・グッゲンハイム (Harry Guggenheim)
- 10月28日 –  イーヴァル・クルーガー (Ivar Kreuger)
- 11月4日 –   サミュエル・インサル (Samuel Insull)
- 11月11日 –  トーマス・W・ラモント (Thomas W. Lamont)
- 11月18日 –  ルイス・エドワード・ローズ (Lewis Edward Lawes)
- 11月25日 –  エヴァ・ル・ガリエンヌ (Eva Le Gallienne)
- 12月2日 –  ロバート・ブリッジズ (Robert Bridges)
- 12月9日 –  ウォルター・C・ティーグル (Walter C. Teagle)
- 12月16日 –  ニコラス・ロングワース (Nicholas Longworth)
- 12月23日 –  ウェンデル・クッシング・ネヴィル (Wendell Cushing Neville)
- 12月30日 –  パスカル・オルティス・ルビオ (Pascual Ortiz Rubio)